# محرك حارق للنفط

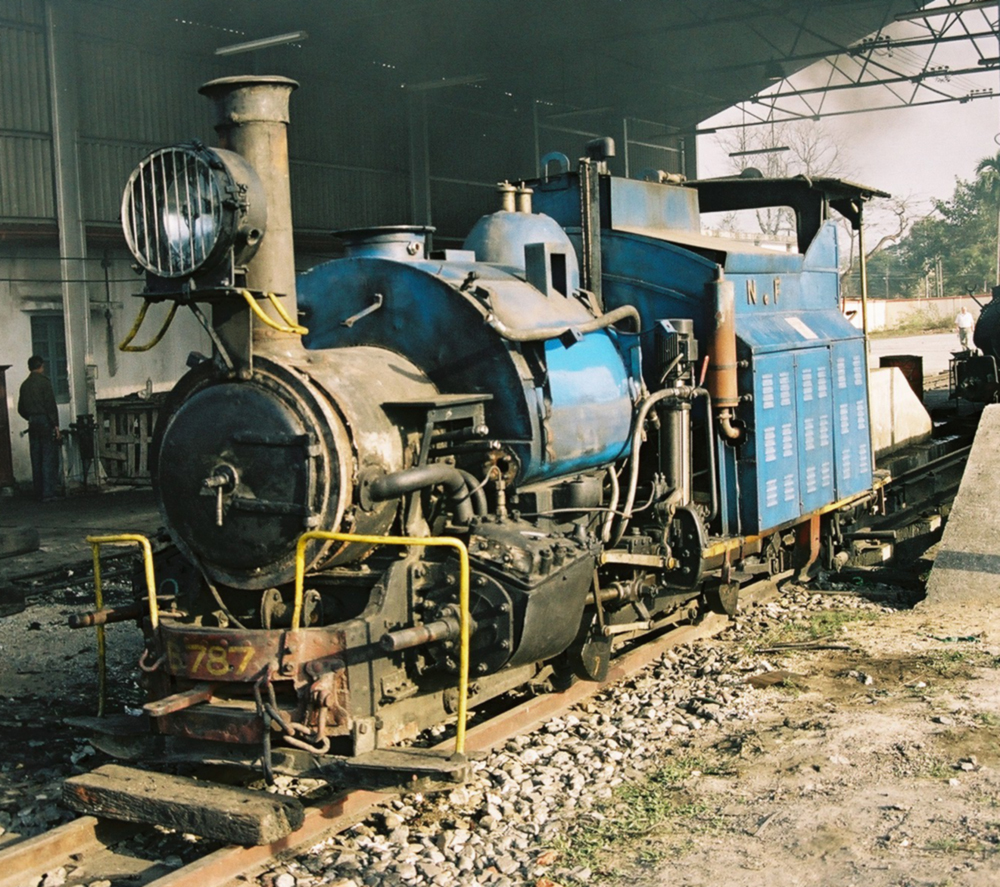
سكك حديد دارجيلنج الهيمالايا. قاطرة رقم 787 بعد التحويل لاستخدام النفط.

محرك بخاري، يدخل البخار الساخن ذو الضغط المرتفع ليقوم بدفع المكابس لإنتاج طاقة حركة

المحرك الحارق للنفط هو محرك بخاري يستخدم النفط كوقود. يستخدم هذا المصطلح للإشارة إلى محرك قاطرة أو سفينة، يقوم بحرق النفط لتسخين الماء لإنتاج بخار يتم استخدامه في دفع مكابس أو إدارة توربينات لتوليد الطاقة.

بعض من هذه المحركات صٌممت في البداية لتعمل بالفحم ثم تم تحويلها بعد ذلك. ويعتبر جيمس هولدين،  من شركة بريطانيا العظمى لسكك الحديد الشرقية، أحد الرواد الأوائل لهذا النوع من المحركات.
يختلف هذا النوع ميكانيكا عن محرك الديزل الذي يعتبر أحد أنواع محركات الاحتراق الداخلي، التي يشار إليها أحيانا كحارقات للنفط.

## التحويل

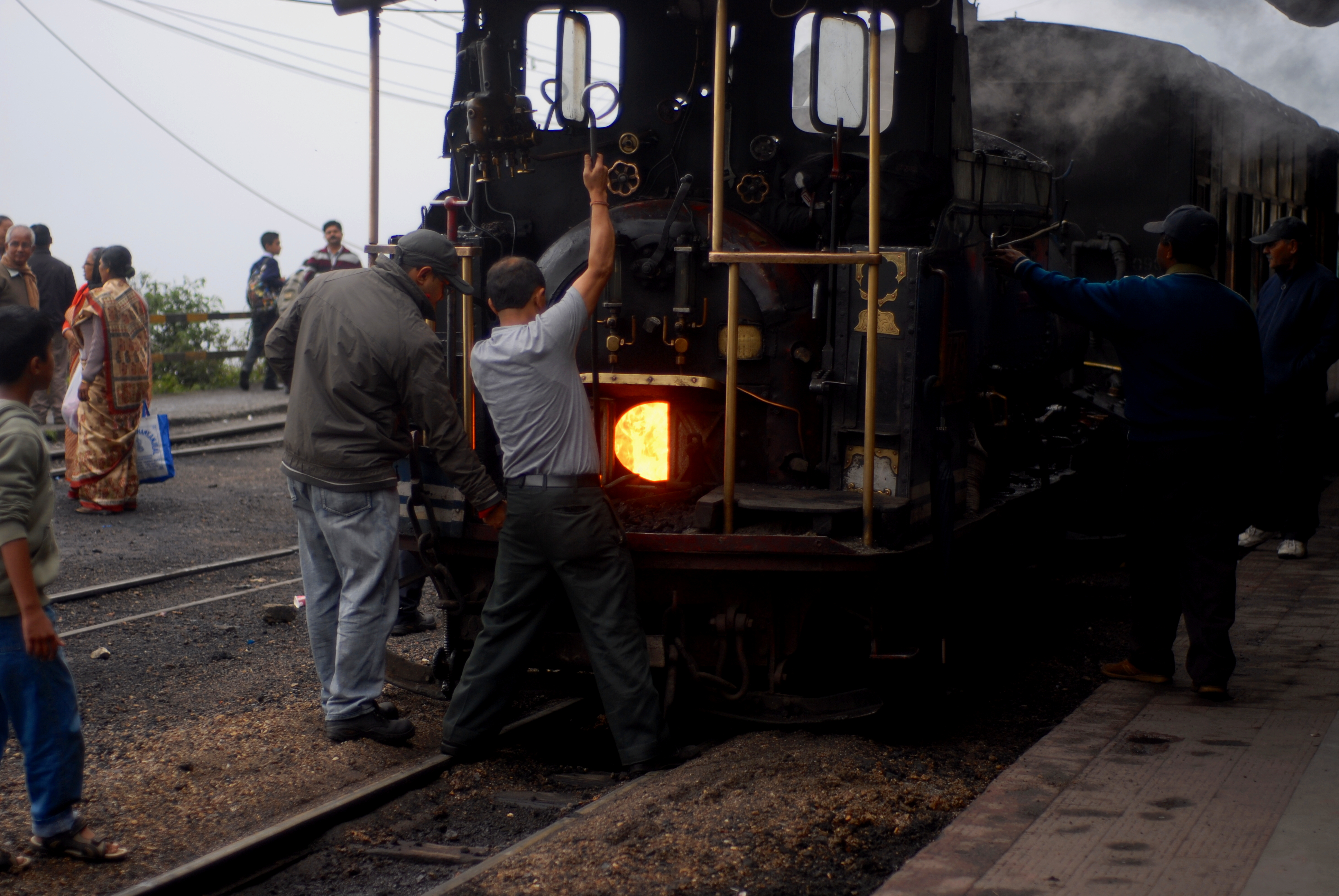
وضع الفحم بأحد القاطرات قبل تحويلها لاستخدام النفط

طريقة عمل قاطرة بخارية، حيث تتحول حركة المكابس نتيجة دفع البخار لها إلى حركة دورانية في العجلات

لتحويل قاطرة بخارية تعمل بالفحم لتعمل عن طريق حرق النفط، يتم إجراء بعض التعديلات:
1. يتم تغطية الشبكة الحاملة للوقود بطوب حراري ليعمل كخزان للحرارة لإعادة توليد اللهب مرة أخرى عند انطفائه.
2. يٌبطن الجزء السفلي من غرفة الاحتراق بالطوب الحراري.
3. تُستخدم مسخنات فائقة (محمصات للبخار) أقصر مما سبق.

تستخدم التعديلات 2 و3  لأن احتراق النفط ينتج عنه درجات حرارة مرتفعة بكثير عما ينتج من حرق الفحم مما قد يسبب تآكل للمعدن. لسبب مماثل يُطلى صندوق العادم بطلاء فضي اللون مقاوم للحرارة[بحاجة لمصدر]
في نظام جيمس هولدين كان يتم إنتاج البخار  بحرق الفحم قبل قبل أن يستخدم النفط كوقود للتشغيل

## القاطرات البخارية الحارقة للنفط

### أستراليا
- قاطرة فئة NSWGR D55

### الهند
- سكك حديد دارجيلنغ الهيمالايا.

سكك حديد جبل نيلجيري

### بريطانيا العظمى
ذُكر سابقا استخدام جيمس هولدان حرق النفط لتشغيل المحركات البخارية في خطوط السكك الحديدية الشرقية لبريطانيا العظمى، كما اُستخدِم النفط أيضا على نطاق واسع من السكك الحديدة البريطانية بصفة عامة. 
- قاطرة لينر الفئة U1.
- سكك حديد سنودون الجبلية.

### نيوزيلندا
- NZR  فئة ja (شمال بريطانيا - لتصنيع القاطرات فقط)
- NZR  الفئة JB
- NZR الفئة K 1932 - تم التحويل من الفحم  من  1947-53
- NZR الفئة k - تم التحويل من الفحم 1947-53

### أمريكا الشمالية
- سكك حديد  سييرا 3 ريل تاون 1897 الحديقة التاريخية.
- سكك حديد  سييرا 28 ريل تاون 1897 الحديقة التاريخية.
- اتحاد المحيط الهادئ 3985
- اتحاد المحيط الهادئ 844
- اتحاد المحيط الهادئ 4014
- اتحاد المحيط الهادئ 737
- سكك حديد جبل واشنطن.[4]
- سانتا اف أي 3751
- SLSF 1522

### ملحوظات عامة
- معظم القاطرات تكون غرفة القيادة لها في الأمام.
- البعض يكون  من قاطرات فيرلي.
- قاطرات تستخدم تكنولوجيا البخار المتطورة.

## بواخر حارقة للنفط

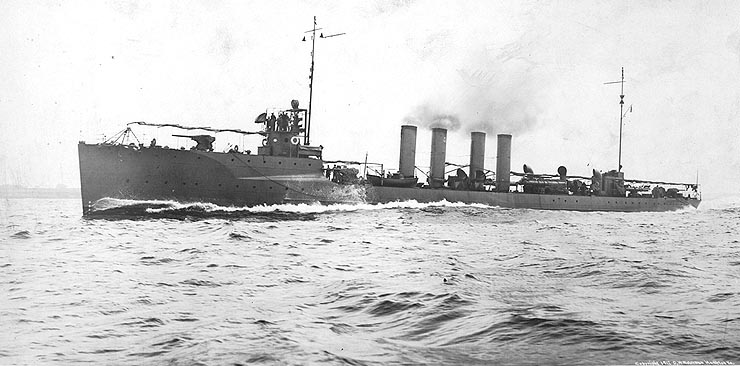
باخرة حارقة للنفط، يو اس اس تريب

- يو اس اس درايتون (DD-23)
- يو اس اس تيري (DD-25)
- يو اس اس بيركنز (DD-26)
- يو اس اس Sterett (DD-27)
- يو اس اس ماكول (DD-28)
- يو اس اس Warrington (DD-30)
- يو اس اس الجحور (DD-29)
- يو اس اس موناغان (DD-32)
- يو اس اس تريب (DD-33)
- يو اس اس فلك (DD-34)
- يو اس اس Ammen (DD-35)
- يو اس اس جارفيس (DD-38)
- يو اس اس هينلي (DD-39)
- يو اس اس Jouett (DD-41)
- يو اس اس جنكينز (DD-42)
- يو اس اس جورج واشنطن (1908)

## وصلات خارجية
- عموم القاطرات أصبح حارق للنفط
- طاقة الوقود والجر بالبخار